# Puchar Słowenii w piłce siatkowej mężczyzn (1996/1997)
Puchar Słowenii w piłce siatkowej mężczyzn 1996/1997 – 6. sezon rozgrywek o siatkarski Puchar Słowenii po odzyskaniu przez to państwo niepodległości zorganizowany przez Słoweński Związek Piłki Siatkowej (Odbojkarska zveza Slovenije, OZS).
Do Pucharu Słowenii w sezonie 1996/1997 zgłosiło się 28 drużyn. Rozgrywki składały się z dwóch rund wstępnych, 1/8 finału, ćwierćfinałów, półfinałów i finału. We wszystkich rundach rywalizacja toczyła się w systemie pucharowym. Finaliści z poprzedniego sezonu, tj. Salonit Anhovo Kanal i Gradis Maribor, rozgrywki rozpoczynali od 1/8 finału, natomiast pozostałe zespoły z 1A. i 1B. DOL – od 2. rundy.
Po raz trzeci Puchar Słowenii zdobył Salonit Anhovo Kanal, który w finale pokonał Gradis Maribor.

## Drużyny uczestniczące
| 1A. DOL (8 drużyn)                 | 1A. DOL (8 drużyn) |
| ---------------------------------- | ------------------ |
| A Banka Olimpija                   | półfinał           |
| Fužinar                            | ćwierćfinał        |
| Gradis Maribor                     | finał              |
| Hotel Simonov Zaliv Izola          | 1/8 finału         |
| Krka Novo mesto                    | ćwierćfinał        |
| Minolta Bled                       | ćwierćfinał        |
| Pomgrad                            | ćwierćfinał        |
| Salonit Anhovo Kanal               | zwycięstwo         |
| 1B. DOL (4 drużyny)                |                    |
| Granit Preskrba Slovenska Bistrica | 2. runda           |
| Kamnik                             | 2. runda           |
| Ljutomer                           | 1/8 finału         |
| Šoštanj Topolšica                  | półfinał           |
| 2. DOL (6 drużyn)                  |                    |
| Astec Triglav Kranj                | 1/8 finału         |
| Bled II                            | 2. runda           |
| IGM Hoče                           | 2. runda           |
| Intes Maribor                      | 2. runda           |
| Kan Kovinar Kočevje                | 1/8 finału         |
| Vuzenica                           | 2. runda           |

| 3. DOL (9 drużyn)      | 3. DOL (9 drużyn) |
| ---------------------- | ----------------- |
| Bovec                  | 1/8 finału        |
| DTV Partizan Braslovče | 2. runda          |
| Fužinar II             | 1. runda          |
| Gimnazija Šiška        | 1. runda          |
| Kamnik II              | 2. runda          |
| Lenart                 | 1. runda          |
| Logatec                | 2. runda          |
| Mislinja               | 2. runda          |
| Plamen                 | 1. runda          |
| Pozostałe (1 drużyna)  |                   |
| AS Domžale             | 1/8 finału        |

## Rozgrywki

### 1. runda
| Drużyna 1              | Drużyna 2  |
| ---------------------- | ---------- |
| IGM Hoče               | Lenart     |
| Bled II                | Plamen     |
| DTV Partizan Braslovče | Fužinar II |
| Gimnazija Šiška        | Kamnik II  |

### 2. runda
| Drużyna 1                          | Drużyna 2              |
| ---------------------------------- | ---------------------- |
| Krka Novo mesto                    | Mislinja               |
| Bovec                              | Logatec                |
| Hotel Simonov Zaliv Izola          | IGM Hoče               |
| Kamnik                             | Šoštanj Topolšica      |
| Astec Triglav Kranj                | Bled II                |
| Fužinar                            | Vuzenica               |
| AS Domžale                         | DTV Partizan Braslovče |
| Ljutomer                           | Kamnik II              |
| Pomgrad                            | Intes Maribor          |
| Granit Preskrba Slovenska Bistrica | Kan Kovinar Kočevje    |

### 1/8 finału
| Drużyna 1         | Drużyna 2                 |
| ----------------- | ------------------------- |
| Krka Novo mesto   | Bovec                     |
| Minolta Bled      | Hotel Simonov Zaliv Izola |
| Šoštanj Topolšica | Astec Triglav Kranj       |
| Fužinar           | AS Domžale                |
| A Banka Olimpija  | Ljutomer                  |
| Pomgrad           | Kan Kovinar Kočevje       |

### Ćwierćfinały
| Drużyna 1            | Drużyna 2         |
| -------------------- | ----------------- |
| Salonit Anhovo Kanal | Krka Novo mesto   |
| Minolta Bled         | Šoštanj Topolšica |
| Maribor              | Fužinar           |
| A Banka Olimpija     | Pomgrad           |

### Półfinały
| Drużyna 1            | Drużyna 2         | Wynik                          |
| -------------------- | ----------------- | ------------------------------ |
| Salonit Anhovo Kanal | Šoštanj Topolšica | 3:0 (15:11, 15:4, 15:5)        |
| Salonit Anhovo Kanal | Šoštanj Topolšica | 3:0 (15:9, 15:0, 15:7)         |
| Gradis Maribor       | A Banka Olimpija  | 3:0 (15:13, 15:9, 15:4)        |
| Gradis Maribor       | A Banka Olimpija  | 1:3 (6:15, 15:10, 16:17, 5:15) |

### Finał
| Drużyna 1            | Drużyna 2      | Wynik                   |
| -------------------- | -------------- | ----------------------- |
| Salonit Anhovo Kanal | Gradis Maribor | 3:0 (15:7, 15:11, 15:5) |
| Salonit Anhovo Kanal | Gradis Maribor | 3:0 (15:5, 15:5, 15:12) |